# Вальтер Колльманн
Вальтер Колльманн (нім. Walter Kollmann, 17 червня 1932 — 16 травня 2017) — австрійський футболіст, що грав на позиції захисника, зокрема, за клуб «Ваккер» (Відень), а також національну збірну Австрії.

## Клубна кар'єра
У футболі дебютував 1951 року виступами за команду «Ваккер» (Відень), кольори якої і захищав протягом усієї своєї кар'єри гравця, що тривала десять років.

## Виступи за збірну
1952 року дебютував в офіційних матчах у складі національної збірної Австрії. Протягом кар'єри у національній команді провів у її формі 16 матчів.
У складі збірної був учасником Олімпійських ігор 1952 року в Гельсінкі.
Брав участь в чемпіонаті світу 1954 року у Швейцарії, на якому команда здобула бронзові нагороди. Зіграв в матчі за третє місце з Уругваєм (3-1).
На чемпіонаті світу 1958 року у Швеції також вийшов на поле лише в одному матчі — проти англійців (2-2).
Помер 16 травня 2017 року на 85-му році життя.

## Титули і досягнення
- Бронзовий призер чемпіонату світу: 1954